# Ruricio Pompeiano
Ruricio Pompeiano (in latino: Ruricius Pompeianus; ... – Verona, 312) è stato un militare romano, fu Prefetto del Pretorio e comandante della cavalleria e della fanteria sotto l'usurpatore Massenzio nel corso della campagna d'Italia di Costantino I.
Nel 312 Ruricio comandava un vasto esercito della Venetia et Histria, con il compito di controllare i fiumi Adige e Po; lo scopo di questa missione era quello di intercettare un'eventuale invasione dell'Augusto Licinio, che si trova nella porzione orientale dell'impero e non aveva mai riconosciuto, all'interno del sistema della Tetrarchia, l'assunzione del potere da parte di Massenzio. Massenzio era anche in opposizione con il cognato Costantino I, al quale aveva dichiarato guerra nel 311. Nel 312, dunque, Costantino entrò in Italia da Susa, vinse le truppe massenziane a Torino, ed entrò accolto pacificamente da Mediolanum.
Ruricio Pompeiano mandò incontro a Costantino un forte contingente di cavalleria, che fu però sconfitto nei pressi di Brixia (Brescia); poi affrontò Costantino nella battaglia di Verona, nel corso della quale fu sconfitto da Costantino e perse la vita.
Pompeiano è menzionato solo brevemente in due resoconti della campagna di Costantino contro Massenzio. In un panegirico dell'anno 313 è chiamato «Pompeianus»; nella seconda fonte, anch'essa facente parte dei Panegyrici latini e opera di Nazario, il suo nome è indicato come «Ruricius»: trattandosi chiaramente della stessa persona, il conflitto viene solitamente risolto unendo i nomi in «Ruricius Pompeianus».